# Zahi Hawass

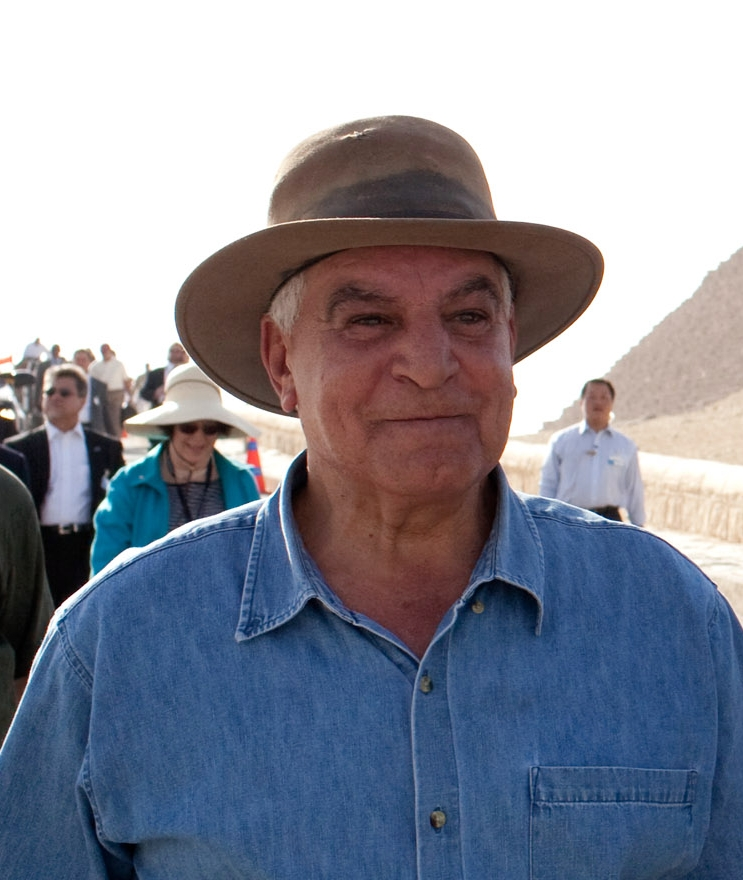
Zahi Hawass auf dem Gizeh-Plateau bei den großen Pyramiden (2009)

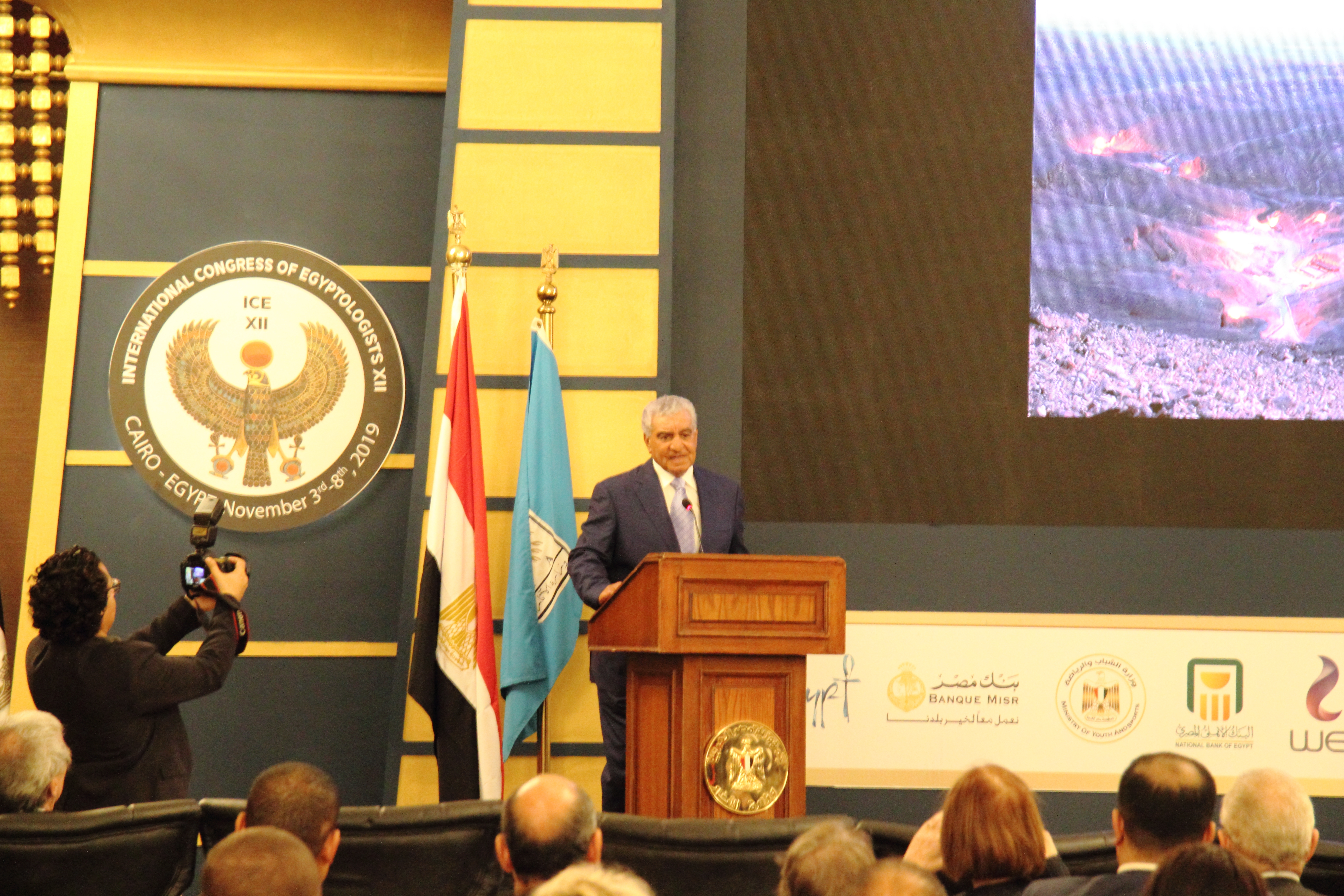
Zahi Hawass auf der Eröffnungsfeier des Internationalen Ägyptologen-Kongresses in Kairo am 3. November 2019

Zahi A. Hawass (arabisch زاهي حواس Zāhī Ḥawāss) (* 28. Mai 1947 in Damiette) ist ein ägyptischer Ägyptologe. Er war zwischen 2002 und 2011 Generalsekretär der ägyptischen Altertümerverwaltung (Supreme Council of Antiquities, SCA) und gilt als einer der einflussreichsten, aber auch umstrittensten Ägyptologen der Gegenwart. Am 31. Januar 2011 wurde er von Husni Mubarak zum Minister für Altertumsgüter ernannt, am 3. März wurde er bei einer Regierungsumbildung nicht mehr berücksichtigt, am 30. März 2011 jedoch erneut ernannt und am 17. Juli desselben Jahres abermals entlassen. Als Nachfolger bekleidete 2011 Mustafa Amin das Amt des Generalsekretärs beim Supreme Council of Antiquities.

## Leben und Werk

### Studium
Zahi Hawass ursprüngliches Berufsziel war Rechtsanwalt. Er entschied sich jedoch anders und studierte griechische und römische Archäologie in Alexandria, wo er 1967 mit einem Bachelor abschloss. Sein Diplom in Ägyptologie erhielt er 1980 an der Universität Kairo. Mit Hilfe eines Fulbright-Stipendiums studierte er an der University of Pennsylvania in Philadelphia (USA) weiter Ägyptologie und syrisch-palästinensische Archäologie. Hier wurde er 1987 auch promoviert.

### Tätigkeit als Archäologe und Generalsekretär der ägyptischen Altertümerverwaltung
Ab 1988 unterrichtete er ägyptische Archäologie, Geschichte und Kultur, meist an der American University in Cairo und an der University of California in Los Angeles. 1998 ernannte man ihn zum Unterstaatssekretär für die Baudenkmäler in Gizeh. 2002 wurde er Generalsekretär der ägyptischen Altertümerverwaltung. Neben seinen zahlreichen Projekten in der praktischen Archäologie schreibt Zahi Hawass auch Skripte für Dokumentationsfilme, die sich mit der Ägyptologie und ägyptischen Studien befassen. Oft tritt er dabei auch als Sprecher oder Kommentator in den Filmen auf.
Zusätzlich zu seiner Tätigkeit als Generalsekretär der ägyptischen Altertümerverwaltung war Hawass unter anderem der Grabungsdirektor für folgende Projekte:
- Dritte Pyramide in Gizeh (Mykerinos-Pyramide)
- Taltempel des Chephren in Gizeh
- Gräber der Aufseher südöstlich der Sphinx
- Teti-Pyramide (Teti II.) in Sakkara
- Nazlet-el-Batran
- Beni Youssef

Darüber hinaus war er auch Direktor der Sphinx-Restaurierung, Manager des Gizeh-Plateaus und der Grabungsstätten in Memphis. Unter anderem beschäftigte sich Hawass auch intensiv mit dem Pharao Tutanchamun. Zur Bestimmung seiner Todesursache ließ er am 6. Januar 2005 dessen Mumie computertomografisch untersuchen und anschließend die Ergebnisse veröffentlichen.

### Tätigkeit seit der Revolution in Ägypten 2011
Am 31. Januar 2011 (nach Hawass’ eigenen Angaben am 30. Januar) wurde Hawass zum ägyptischen Minister für Altertumsgüter ernannt, nachdem zuvor die gesamte Regierung vom ägyptischen Präsidenten Husni Mubarak entlassen worden war.
Anscheinend wurde Hawass bei der Regierungsumbildung vom 3. März 2011 nicht mehr berücksichtigt. Daher gab er am 6. März seinen Rücktritt bekannt. Als Gründe nannte er, dass nach der Revolution in Ägypten 2011 die Armee nicht mehr in der Lage sei, die Altertümer zu beschützen und er somit nicht mehr für deren Sicherheit garantieren könne, sowie eine Verleumdung seiner Person durch zwei Mitarbeiter der ägyptischen Altertümerverwaltung und einen Professor der Universität Kairo. Im Vorfeld kam es allerdings auch zu Protesten, bei denen Mitarbeiter der Antikenverwaltung und junge ägyptische Ägyptologen neben besseren Gehältern den Rücktritt von Hawass forderten. Ihm wurde vorgeworfen, dass er dem alten Regime unter Mubarak zu nahegestanden und dessen System maßgeblich unterstützt habe. Hawass wies die Vorwürfe gegen seine Person zurück: Die Demonstranten hätten lediglich bessere Gehälter gefordert.
Am 30. März 2011 wurde er erneut zum Minister für Altertumsgüter ernannt, einen Tag, nachdem die UNESCO am 29. März 2011 eine bessere Bewachung der ägyptischen Altertümer gefordert hatte.
Im April 2011 wurde er wegen Missachtung eines älteren Gerichtsurteils zu einem Jahr Haft und der Zahlung von 10.000 ägyptischen Pfund verurteilt. Er kündigte dagegen Berufung an, weshalb er mangels Rechtskraft des Urteils im Amt belassen wurde.
Ursache des Rechtsstreites war ein Pachtvertrag mit dem Betreiber des Buchladens im Ägyptischen Museum. Zahi Hawass kündigte den Vertrag und schrieb ihn neu aus, worauf der Betreiber klagte und vor Gericht Recht bekam, dies allerdings erst, als bereits ein neuer Pächter den Zuschlag bekommen hatte. Nach Mitteilung von Zahi Hawass erließ die Regierung am 18. April 2011 ein Dekret, welches das Gerichtsverfahren stoppte. Es legte fest, dass er keine Gefängnisstrafe absitzen musste und weiterhin im Amt des Ministers für Altertumsgüter verblieb.
Am 17. Juli 2011 verlor Hawass endgültig seinen Ministerposten. Er wolle zukünftig nur noch in der Wissenschaft tätig sein.

### Die „verlorene goldene Stadt“
Am 8. April 2021 machten Hawass und sein Archäologenteam der Nachrichtenwebsite „Ahram Online“ bekannt, auf der Suche nach einem Tempel des Tutanchamun ab September 2020 in der Nähe von Luxor eine Stadt entdeckt und in monatelanger Arbeit freigelegt zu haben. Er nannte sie die „verlorene goldene Stadt“. Die Entdeckung wird in Medien als die „größte Entdeckung seit Tutanchamuns Grab“ bewertet.

## Resonanz von Hawass’ Arbeit
Die Ägyptologie verdankt Hawass insgesamt eine höhere Beachtung von Seiten der internationalen Medien und der Weltöffentlichkeit. Für die Zukunft plante er 14 neue Museen, darunter das Große Ägyptische Museum (The Grand Egyptian Museum, GEM) in Gizeh, das allein eine halbe Milliarde US-$ kosten sollte. Das Ägyptische Museum in Kairo wurde dank seiner Initiative renoviert. Hawass führte auch eine Bezahlung der heimischen Grabungsinspektoren durch die ausländischen Archäologen ein sowie die Vorgabe, ihre wissenschaftlichen Berichte auf Arabisch zu publizieren.
In Europa und den USA wurde Hawass vor allem durch seine Rückgabeforderung von altägyptischen Altertümern wahrgenommen. Er forderte, dass etwa Stücke wie der Stein von Rosette oder die Büste der Nofretete an Ägypten ausgehändigt werden sollen. Diese Forderungen hatten jedoch nie offiziellen Charakter.

## Kritik
Von Fachkollegen wird Hawass’ Arbeit ambivalent beurteilt. Zwar wird seine fachliche Qualität hoch geschätzt und sein Einsatz zur Popularisierung der Ägyptologie gewürdigt, aber auch kritisiert, dass Hawass' Öffentlichkeitsarbeit zu einer nach Aufmerksamkeit heischenden Sensationsmache geworden sei. Besonders in der Kritik stand die Live-Übertragung der Erforschung des Belüftungsganges in der Cheops-Pyramide am 17. September 2002 und die gleichzeitige Öffnung eines Grabes. Hier wurde nicht nur die Übertragung kritisiert, sondern auch die Wissenschaftlichkeit der Arbeit. So wurde unter anderem von Dietrich Wildung, dem ehemaligen Direktor des Ägyptischen Museums in Berlin, angezweifelt, dass es sich wirklich um eine Live-Übertragung bei der Sarkophagöffnung gehandelt habe, und bemängelt, dass Hawass die Ergebnisse zu positiv dargestellt habe.
Des Weiteren tätigte Hawass am 11. Februar 2009 antisemitische Äußerungen im ägyptischen Fernsehen, wonach die Juden planmäßig die Welt beherrschen sowie Wirtschaft und Medien kontrollieren würden. Seiner Meinung nach verdankten sie diese Stärke ihrer eigenen Geschlossenheit, während die arabische Welt hingegen uneins sei.

## Ehrungen
- Der Asteroid (17945) Hawass wurde nach ihm benannt
- Ehrendoktor der Universidade Nova de Lisboa
- Träger des Orden El Sol del Perú
- Korrespondierendes Mitglied des Deutschen Archäologischen Instituts
- 2006 wurde Hawass als erster Ägypter überhaupt mit dem Emmy Award ausgezeichnet. Hawass erhielt den Preis in der Kategorie Internationaler TV-Film für seine Kommentierung in einer Dokumentation über Tutanchamun und das Tal der Könige, die 2005 für den amerikanischen Fernsehsender CBS produziert wurde.[23]
- 2008: World Tourism Award

## Schriften (Auswahl)
Übersetzungen ins Deutsche
- Das Tal der goldenen Mumien. Die neueste und großartigste Entdeckung unserer Tage. Scherz, Bern/ München/ Wien 2000, ISBN 3-502-15300-0.
- Bilder der Unsterblichkeit. Die Totenbücher aus den Königsgräbern in Theben. von Zabern, Mainz 2006, ISBN 3-8053-3650-0.[24]
- Götterwelt und Pharaonenreich. White-Star-Verlag, Wiesbaden 2006, ISBN 3-939128-40-6.
- Tutanchamun. Das legendäre Grab des Pharao. mit Fotografien von Sandro Vannini, Frederking & Thaler, München 2008, ISBN 978-3-89405-711-4.
- Die verbotenen Gräber in Theben. mit Fotografien von Sandro Vannini, von Zabern, Mainz 2009, ISBN 978-3-8053-4077-9.
- Die Pyramiden. (Bildband) White-Star-Verlag, Wiesbaden 2011, ISBN 978-3-86726-184-5.
- mit Mark Lehner: Die Pyramiden von Gizeh. von Zabern, Darmstadt 2019, ISBN 978-3-8053-8106-2.

Englisch
- als Herausgeber: Bibliotheca Alexandrina. The Archaeology Museum. The Supreme Council of Antiquities, Zamalek 2002, ISBN 977-305-326-1.
- als Herausgeber: The Treasures of the Pyramids. White Star Editions, Vercelli 2003, ISBN 88-8095-233-1.
- als Herausgeber: Die Schätze der Pyramiden. deutsche Erstausgabe, Weltbild, Augsburg 2004, ISBN 3-8289-0809-8.
- The Secrets of the Sphinx. Restoration Past and Present. The American University in Cairo Press, Kairo/ New York 1998, ISBN 977-424-492-3.
- Silent Images. Women in Pharaonic Egypt. Harry N. Abrams, New York 2000, ISBN 0-8109-4478-2.
- Valley of the Golden Mummies. The Greatest Egyptian Discovery Since Tutankhamun. New edition. Virgin Books, London 2000, ISBN 1-85227-849-8.
- The Mysteries of Abu Simbel. Ramesses II and the Temples of the Rising Sun. The American University in Cairo Press, Cairo/ New York 2001, ISBN 977-424-623-3.
- mit David Fromkin, Milton Viorst: Cradle & Crucible. History and Faith in the Middle East. National Geographic Society, Washington (DC) 2002, ISBN 0-7922-6597-1.
- Secret from the Sand: My Search for Egypt's Past. Harry N. Abrams, New York 2003, ISBN 0-8109-4542-8.
- Egyptology at the Dawn of the Twenty-First Century. Band 1–3. The American University in Cairo Press, Cairo/ New York 2003, ISBN 977-424-674-8, ISBN 977-424-714-0, ISBN 977-424-715-9.
- The Golden Age of Tutankhamun. Divine Might and Splendor in the New Kingdom. The American University in Cairo Press, Cairo/ New York 2004, ISBN 977-424-836-8.
- Curse of the Pharaohs. My Adventures with Mummies. National Geographic Society, Washington (DC) 2004, ISBN 0-7922-6665-X.
- Hidden Treasures of Ancient Egypt. Unearthing the Masterpieces of the Egyptian History. National Geographic Society, Washington (DC) 2004, ISBN 0-7922-6319-7.
- Discovering Tutankhamun. From Howard Carter to DNA. The American University Press, Cairo 2013, ISBN 978-977-416-637-2.